# Juan Antonio Samaranch Salisachs
Juan Antonio Samaranch Salisachs (Barcelona, 1 de noviembre de 1959), también conocido como Juan Antonio Samaranch Jr., es un dirigente deportivo y empresario español. Es vicepresidente primero del Comité Olímpico Internacional (COI), en representación de España desde el año 2016, entidad que presidió entre 1980 y 2001 su padre, Juan Antonio Samaranch. Es miembro del Comité Olímpico Internacional desde 2001, representando a España. También es miembro del Comité Olímpico Español.

## Trayectoria profesional
Casado con cuatro hijos, tiene un MBA de la Universidad de Nueva York y un título en Ingeniería Industrial de la Universidad Politécnica de Cataluña. En 1986 se unió como asociado de The First Boston Corporation, en Nueva York, en el que se mantendría hasta 1989. Ese año fue nombrado vicepresidente, en el área de Finanzas Corporativas, en la firma inglesa S. G. Warburg & Co. Antes de obtener su MBA, trabajó en International Flavors and Fragrances, como ejecutivo de contabilidad. Es consejero delegado de la empresa GBS Finanzas, S. A., de la que fue socio fundador en 1991 conjuntamente con Pedro Gómez de Baeza Tinturé. GBS Finanzas presta servicios de banca de inversiones (fusiones y adquisiciones), gestión de grandes patrimonios, family offices e inmobiliario y agencia de valores, y en 2016 contaba con ochenta trabajadores repartidos entre España, Portugal, Estados Unidos y Latinoamérica.
En diciembre de 1991, fue nombrado miembro del consejo de administración de Ercros, sucediendo a su padre; ambos fueron imputados en 1999 en el juicio por la suspensión de pagos de junio de 1992 de esta empresa. También fue consejero de la empresa constructora Huarte, que estuvo cerca de quebrar en 1996 y que construyó la clínica privada New Teknon. Ha sido miembro del consejo asesor de Aon Gil y Carvajal, y es miembro del consejo de administración de Port Aventura, vicepresidente del Real Automóvil Club de Cataluña, presidente de RACC Travel, presidente del Golfo de Caldes y miembro del consejo asesor europeo de CITI.
En el año 2013, anunció el acuerdo entre la Fundación Samaranch, creada en 2012 en Pekín, con la empresa turística china Beijing Tourism Group (BTG) para fomentar viajes de ciudadanos chinos en España.
Habla fluidamente catalán, castellano, inglés, italiano y francés. Vive en Madrid pero suele pasar dos noches a la semana en Barcelona.

## Trayectoria como dirigente deportivo
Samaranch Salisachs se incorporó al Comité Olímpico Español en 1989 y fue nombrado miembro del Comité Olímpico Internacional (COI) en 2001 en la misma sesión en que se retiró su padre. En el año 2012, fue elegido miembro de la comisión ejecutiva del COI en una segunda votación en la que se impuso al exatleta Sergei Bubka por cincuenta votos a cuarenta. Dentro del COI ha sido miembro de las comisiones de coordinación de los Juegos Olímpicos de Invierno de 2006 de Turín (2002-2006), de Marketing (2004-?), de Sport for All (2006 a 2014), de coordinación de los Juegos Olímpicos de Invierno de 2014 de Sochi (2007 a 2014), de Derechos de TV y Nuevos Medios (2014 a 2015), de Solidaridad Olímpica (2014-?), Comunicaciones (2015-?), de coordinación de los Juegos Olímpicos de Invierno de 2022 de Pekín (2016-?), y miembro del Consejo de Olympic Channel Services SA, (2015-?), miembro delegado de Broadcast rights (2015-?) y presidente del consejo de Olympic Channel Services SL (2015-?).
El 4 de agosto de 2016, se convirtió en uno de los 4 vicepresidentes del COI, al recibir 69 votos a favor y 6 en contra, en una sesión en que también fue elegido el turco Ugur Erden. Ambos se añadieron al australiano John Coates y al chino Zaiqing Yu para completar las cuatro vicepresidencias. Ha sido uno de los tres miembros del COI encargados de dar el visto bueno definitivo a la participación de los deportistas rusos avalados por sus federaciones internacionales.
Entre 1980 y 1990, fue miembro de la junta directiva de la Federación Española de Pentatlón Moderno y actualmente es uno de los vicepresidentes de la Federación Internacional de Pentatlón Moderno (UIPM), entidad en la que se incorporó en 1984 y de la que fue vicepresidente primero desde 1996 hasta 2012. En 2006 fue fundador de la Fundación Laureus España, entidad que presidió hasta febrero de 2012, y donde se mantuvo como miembro del patronato. En marzo de 2012, fue nombrado presidente de la fundación Special Olympics España.